# Robert Wrenn (golfista)
Robert Brenaman Wrenn Jr. (nascido em 11 de setembro de 1959) é um narrador esportivo norte-americano e, além disso, atua como consultor de campo de golfe; é ex-jogador de golfe profissional e já disputou o PGA Tour e o Nationwide Tour. Robert disputou trezentos e oito torneios do PGA Tour entre 1982 e 1998, ficando quinze vezes entre os dez primeiros, incluindo uma vitória no Buick Open, em 1998, no qual estabeleceu o recorde do torneio ao marcar 262 tacadas, 26 abaixo do par, cujo recorde ainda permanece.

## Vitórias amadoras
- Trans-Mississippi Amateur de 1981

## Vitórias profissionais

### Vitórias no PGA Tour
- Buick Open de 1987

### Outras vitórias
- Virginia Open, Indonesia Open, ambos de 1983
- Virginia Open de 1989
- Virginia Open de 1991